# Franz Sniegon

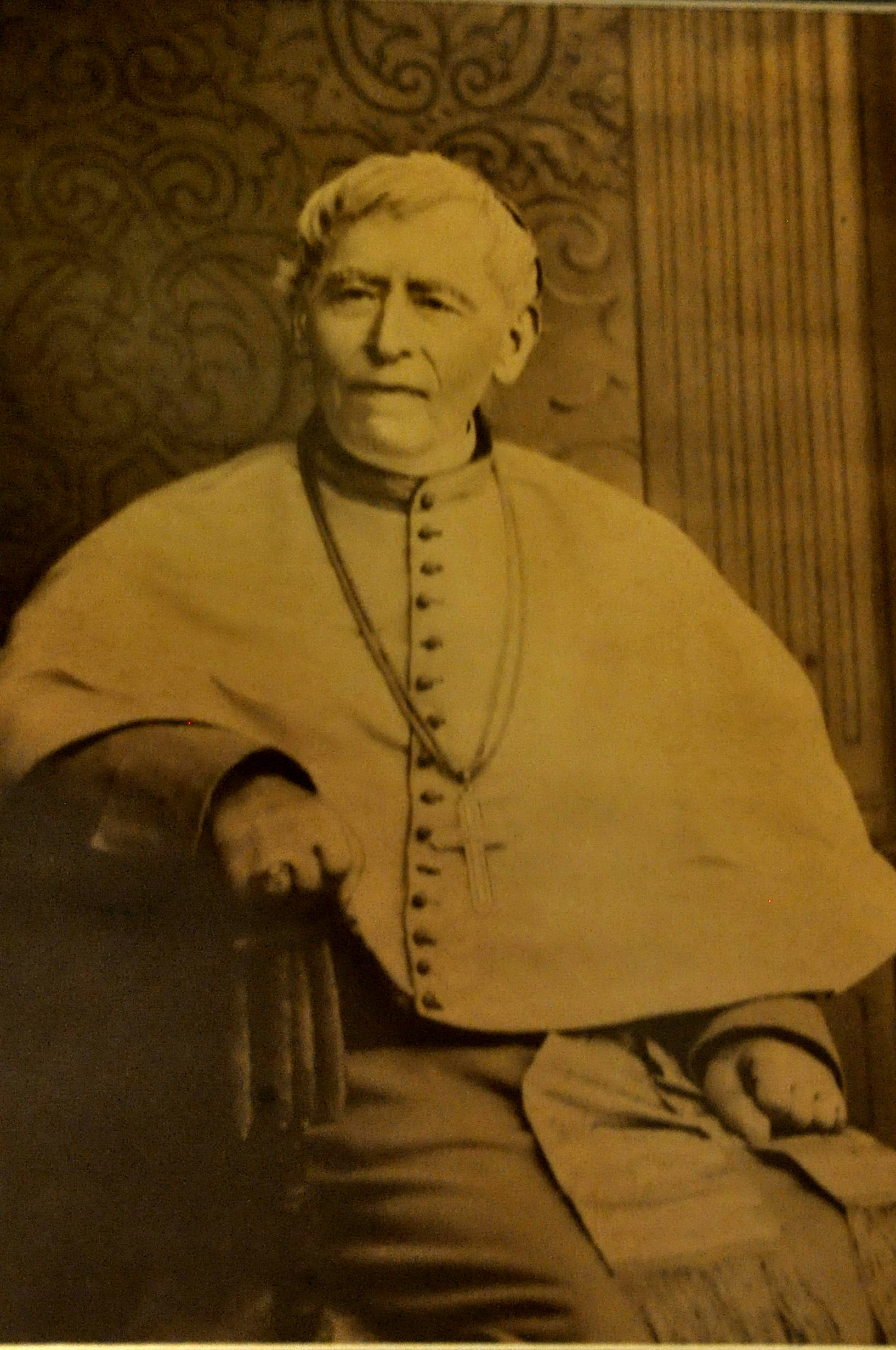
Foto von Franz Sniegon im Museum des Klosters der Borromäerinnen in Cieszyn (Teschen)

Franz Sniegon (auch: Francis Sniegon oder Franciszek Śniegoń; * 2. Oktober 1809 in Teschen; † 3. Juli 1891 ebenda) war ein römisch-katholischer Geistlicher und Weihbischof des österreichischen Teils des Bistums Breslau.

## Leben
Nach dem Besuch des Gymnasiums in Teschen studierte Franz Sniegon Philosophie in Brünn und Theologie in Olmütz. Am 25. November 1832 erhielt er in Breslau die Priesterweihe. Er war ab 1832 Priester in Teschen, ab 1840 Pfarrer in Leszna Górna (Ober Lischna), ab 1841 in Trzynietz sowie ab 1850 Dekan in Jablunkau und ab 1855 Pfarrer daselbst. Ab 1872 war er wieder Pfarrer in Teschen. Im gleichen Jahr am 11. Juli wurde er zum Generalvikar in Teschen berufen. Am 9. August 1883 folgte die Ernennung zum Weihbischof in Breslau und zum Titularbischof von Tanis. Am 30. September 1883 wurde er in Teschen durch den Breslauer Bischof Robert Herzog zum Bischof geweiht; Mitkonsekrator war der Krakauer Bischof Albin Dunajewski.
Franz Sniegon weihte einige Kirchen in Trzynietz, Tschechowitz, Pierściec (Perstetz) und die Kapelle der Heiligen Familie in Teschen. Sein Leichnam wurde am 7. Juli 1891 auf dem Friedhof der St.-Georgs-Kirche beigesetzt.

## Weblinks

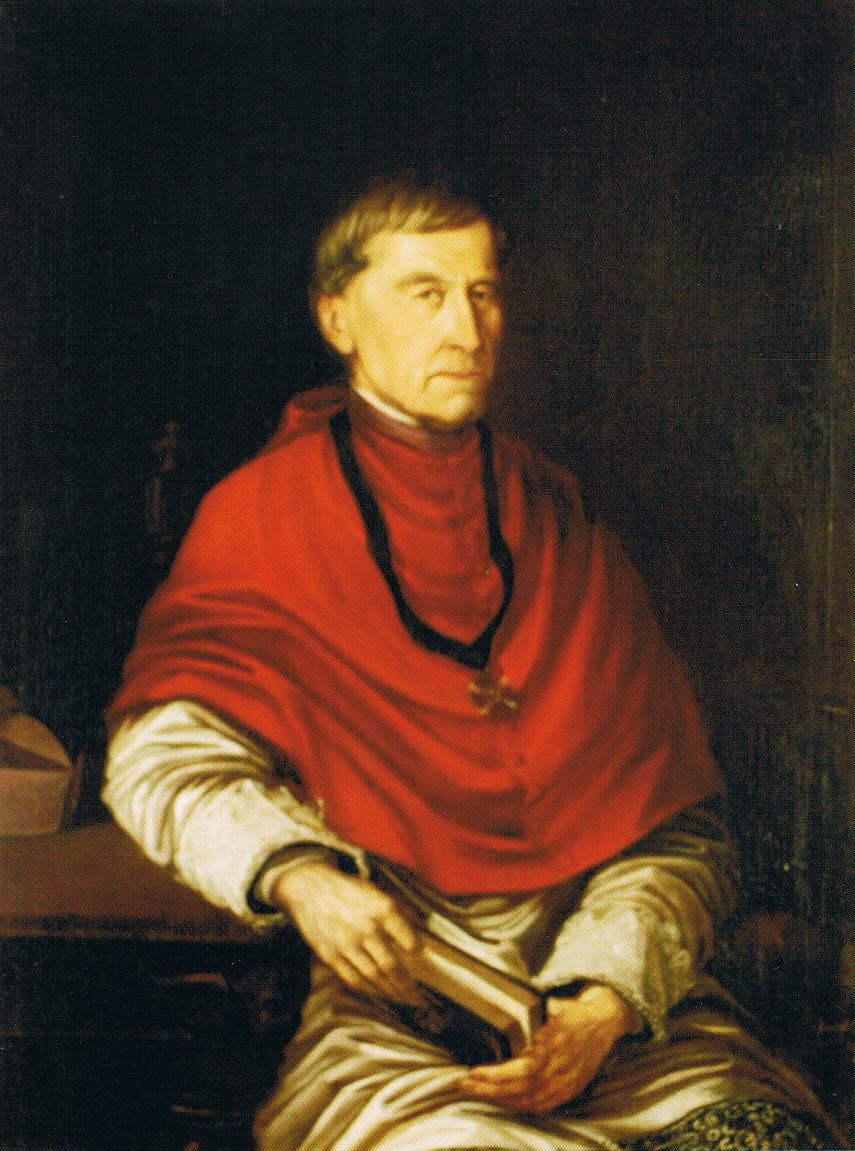
Franz Sniegon
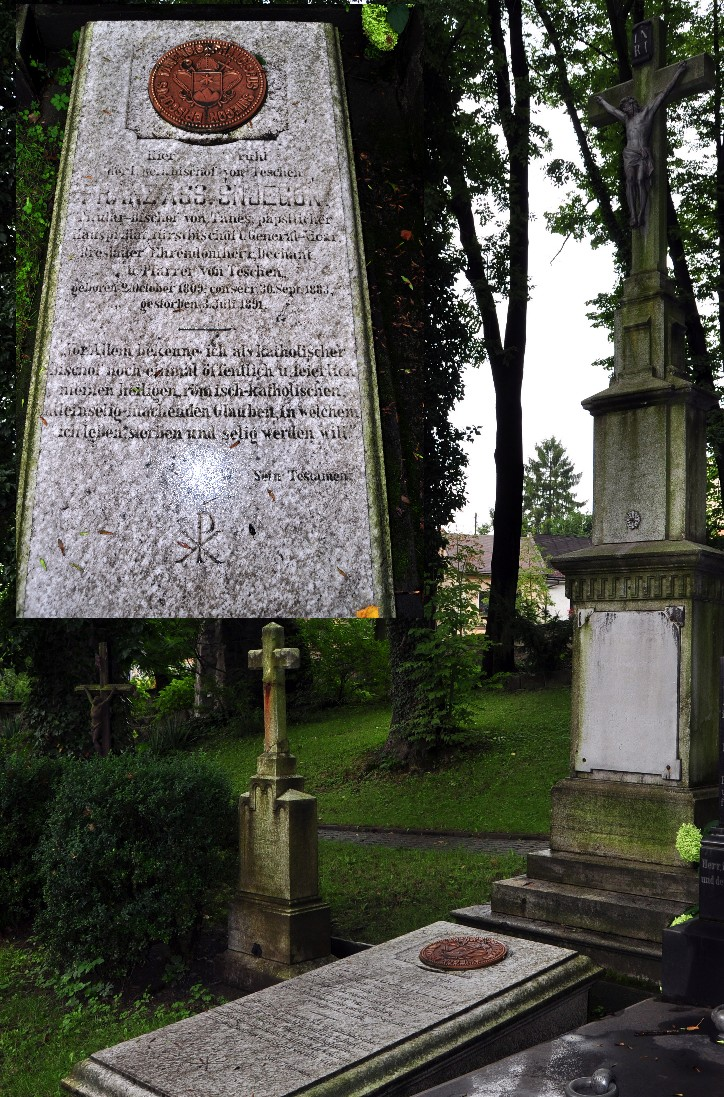
Grab hinter der St.-Georgs-Kirche in Cieszyn (Teschen)
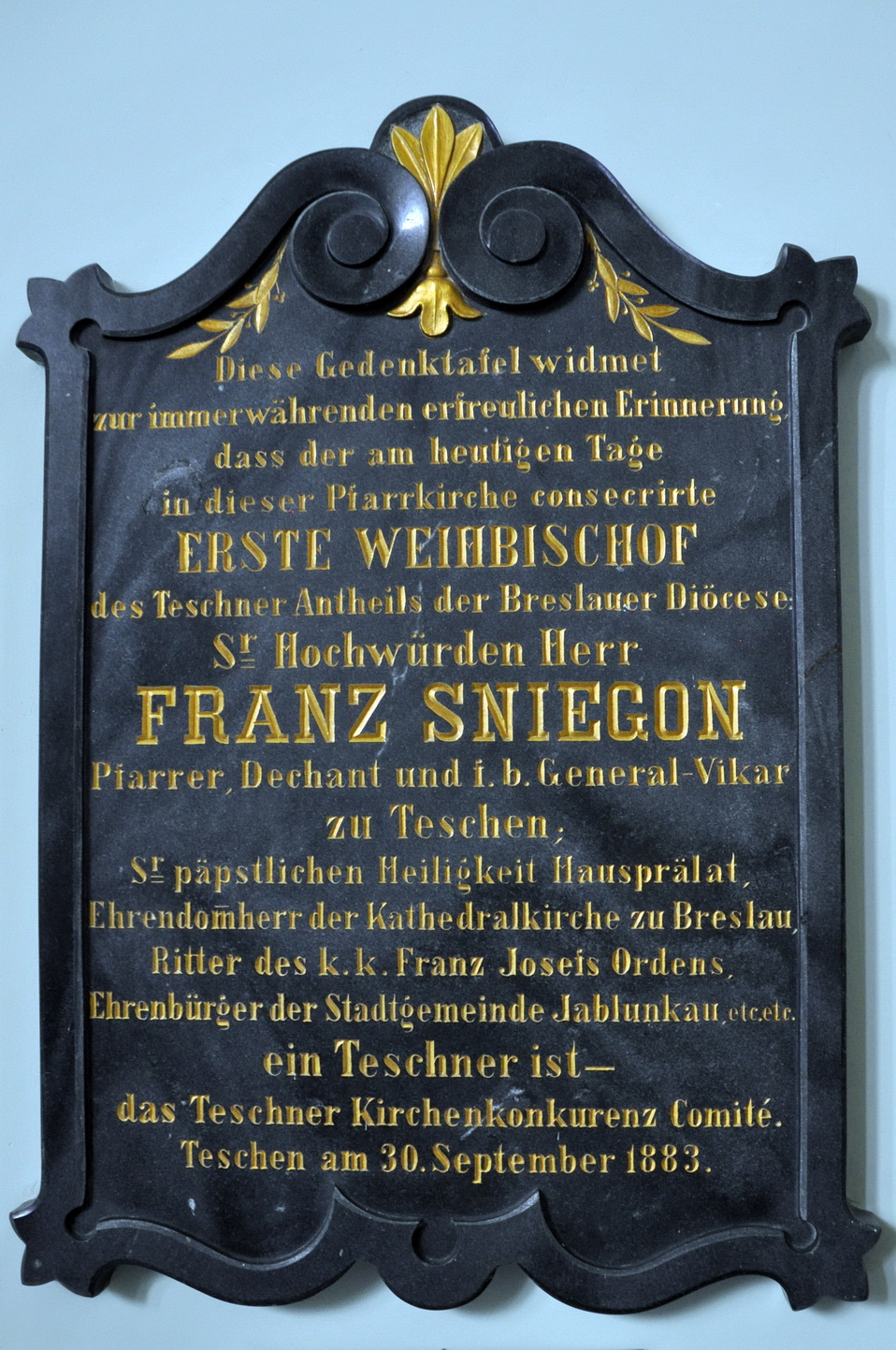
Gedenktafel in der Pfarrkirche St. Maria Magdalena in Cieszyn (Teschen)
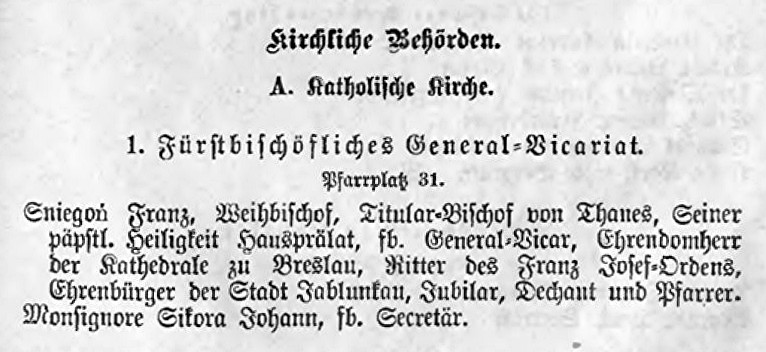
Adressbucheintrag 1886 Teschen über Franz Sniegon

## Ehrungen
- Päpstlicher Ehrenprälat
- Ehrendomherr in Breslau
- Ehrenbürger von Jablunkau
- Franz-Joseph-Orden (Ritter)